# Manfred Günther
Manfred Günther (* 1948 en Bochum), psicólogo de origen alemán, especializado en jóvenes, prevención de violencia y métodos de terapias sociales; hoy es pensionista; trabaja como autor/redactor y coach.

## Existencia
Günther vive en Berlín. Desde 1984 Manfred viaja con frecuencia a Las Islas Canarias y actualmente posee un piso en La Palma, Canarias. Tiene una hija en Colonia que obtuvo una licenciatura en economía de la cultura y trabaja como master 'gestión de la economía sostenible'.

## Carrera
Manfred Günther, al desarrollar su labor pedagógica, descubrió los trabajos de Frederick Kanfer, Klaus Holzkamp - graduándose en 1974 - y más tarde estudio ciencias de la salud, al instituto de profesor Dieter Kleiber. Günther también es un maestro en economía y empleo, y un mediador así como un psícoterapéuta cognitivo-conductual.

## Ocupaciones (experiencia profesional)
1977 Günther fue director de una escuela terapéutica con hogar incluido. El descubrió en 1979 a Sam Ferrainola de la Glen Mills Schools cerca de Filadelfia y fundó después, asumiendo la dirección, el consultorio para jóvenes 'JOKER' 1982 en Berlín (Occidental), cargo que ocupó por 18 años. Más tarde se mudó a Bonn para escribir peritajes del tema "Prevención de violencia para jóvenes en escuelas". Canales informativos de televisión como N 24 y en 2012 ZDF-Moma mostraron Günther. Desde 2013 es emérito como consultor y psicólogo de urgencia del Ministerio de Educación y Ciencias en Berlín (estado federal). Hoy asesora a la "Caritas" en Württemberg en temas de ley de bienestar juvenil y escribe pequeñas monografías.

## Universidades
Desde 40 anos Günther trabaja de profesor asociado (encargado) en universidades de Berlín así como de Magdeburgo. Su tema principal es derechos de jóvenes.

## Ayuda social voluntaria
Manfred trabajó en muchos ONG sin remuneración hasta 1986, por ejemplo en el consultorio "Rechtshilfefonds" para ayuda a jóvenes, a los que no se reconocen sus derechos en por causa de los trámites burocráticos. 

## Partidos políticos
Hasta 1969 desde 2005 Günther involucrarse en diferentes organizaciones sozialista-ecológicos.

## Funciónas
- 1977-1980: Sindicato "ÖTV Berlin", dirección del grupo "iglesias"
- 1993-1998: Miembro "Landesjugendhilfeausschuss" Berlin
- 1992-2000: Junta supervisora "Pestalozzi-Fröbel-Haus" (escuelas profesionales)
- 1996-1998: Dirección organismo responsable "Aktion 70"
- 1993-1997: Dirección "Humanistischer Verband Deutschlands, Berlin";
- desde 2018 HVD: organo de arbitraje

## Publicaciones
Ensayos (selección, cuenta con aproximadamente 30 publicaciones)
- Disziplinierte Schüler durch Verhaltensmodifikation?, en: Klaus Ulich (Hrsg.): Wenn Schüler stören. Beltz, München 1980, ISBN 3-407-25071-1; in: Demokratische Erziehung (3. Jg. Heft 1) 1977; otra vez en: Moll-Strobel, H. (Hrsg.): „Die Problematik der Disziplinschwierigkeiten im Unterricht". Darmstadt 1982
- Alternative Konzepte für 'nichtbeschulbare' und delinquente Jugendliche in den USA, en: Sozialpädagogik (23) 1981. ISSN 0038-6189
- Psychosoziale Auswirkungen von Arbeitslosigkeit auf Jugendliche, in: Jugend – Beruf – Gesellschaft 4/1981; otra vez en: BAG Jugendaufbauwerk (Hrsg.): Jugendarbeitslosigkeit - Angebote der Jugendsozialarbeit zur Lösung eines drängenden Problems, Bonn 1982
- Hilfen für junge Volljährige nach SGB VIII § 41, in: Jugendhilfe 8/ 1993
- Prävention durch Sport, in: Forum Kriminalprävention 2/ 2006

Investigaciones
- (con Kurt Kersten): Jugend in Wilmersdorf 1984. Eine empirische Studie zum Zeitbewußtsein, Freizeit- und Problemverhalten der Jugendlichen im Bezirk, Ayuntamiento de Berlin-Wilmersdorf 1985
- Psychodiagnostik, ambulante Therapie und Unterbringung in heilpädagogischen oder klinischen Einrichtungen. Eine Untersuchung über Indikationsprobleme bei Jugendlichen mit psychischen Störungen in psychosozialen Diensten, Berlín 1986
- (con Sebastian Braunert): Zur Situation der Erziehungs- und Familienberatungsstellen in Deutschland. Rahmenbedingungen, Prävention, Kooperation, Bonn 2005[1]

Libros
- Educational Role Play. Knowledge Modul and Guide for Psychosocial Practice. Springer nature 2023 - E-book ISBN 978-3-658-41809-0
- Child and Youth Welfare Law in Germany. An overview for educators, psychologists, paediatricians and politicians, Springer Nature Wiesbaden 2022. ISBN 978-3-658-38289-6; E-book 978-3-658-3829-2
- Jugendliche im Berliner Psychodschungel ("Jóvenes en la jungla psicológica de Berlin"), Berlín 1987, ISBN 3-925399-03-8
- Pädagogisches Rollenspiel ("Juego de roles educativo"), print- y e-book; Wiesbaden 2018; 2019
- Hilfe! Jugendhilfe. ("Asistencia a los Menores"); 528 p., Rheine 2018 ISBN 9 78394653755 7
- Alles was jungen Menschen Recht ist, (4. E) Berlin 2019 ISBN 3-924041-23-7
- Kinder- und Jugendhilferecht, Wiesbaden 2020; 2. E 2021
- Kindheit, Jugend, Alter ("Infancia, juventud, vejez"), Rheine 2020
- Gewalt an Schulen - Prävention ("Violencia en las escuelas: prevención"), Wiesbaden, enero de 2021; ISBN 978-3-658-32578-7, E-book 978-3658-32579-4